# Estació de Nishi-Nagahori
L'estació de Nishi-Nagahori (西長堀駅, Nishi-Nagahori-eki) és una estació de ferrocarril de les línies Sennichimae i Nagahori Tsurumi-ryokuchi del Metro d'Osaka. El codi d'identificació per a l'estació és el S14 per a la línia Sennichimae i N13 per a la Nagahori Tsurumi-ryokuchi. L'estació es troba localitzada al barri de Kita-Horie, al districte de Nishi de la ciutat d'Osaka, Japó.

## Distribució
El complexe de l'estació es troba sota el nivell del carrer. Cada línia compta amb dues andanes amb una via cadascuna que circula en un sentit o en altre.

## Ruta
| Metro d'Osaka                   |                   |
| Awaza (S13)                     |                   |
| Línea Sennichimae               | Sakuragawa (S15)  |
| Dome-mae Chiyozaki (N12)        |                   |
| Línia Nagahori Tsurumi-ryokuchi | Nishiōhashi (N14) |

## Galeria

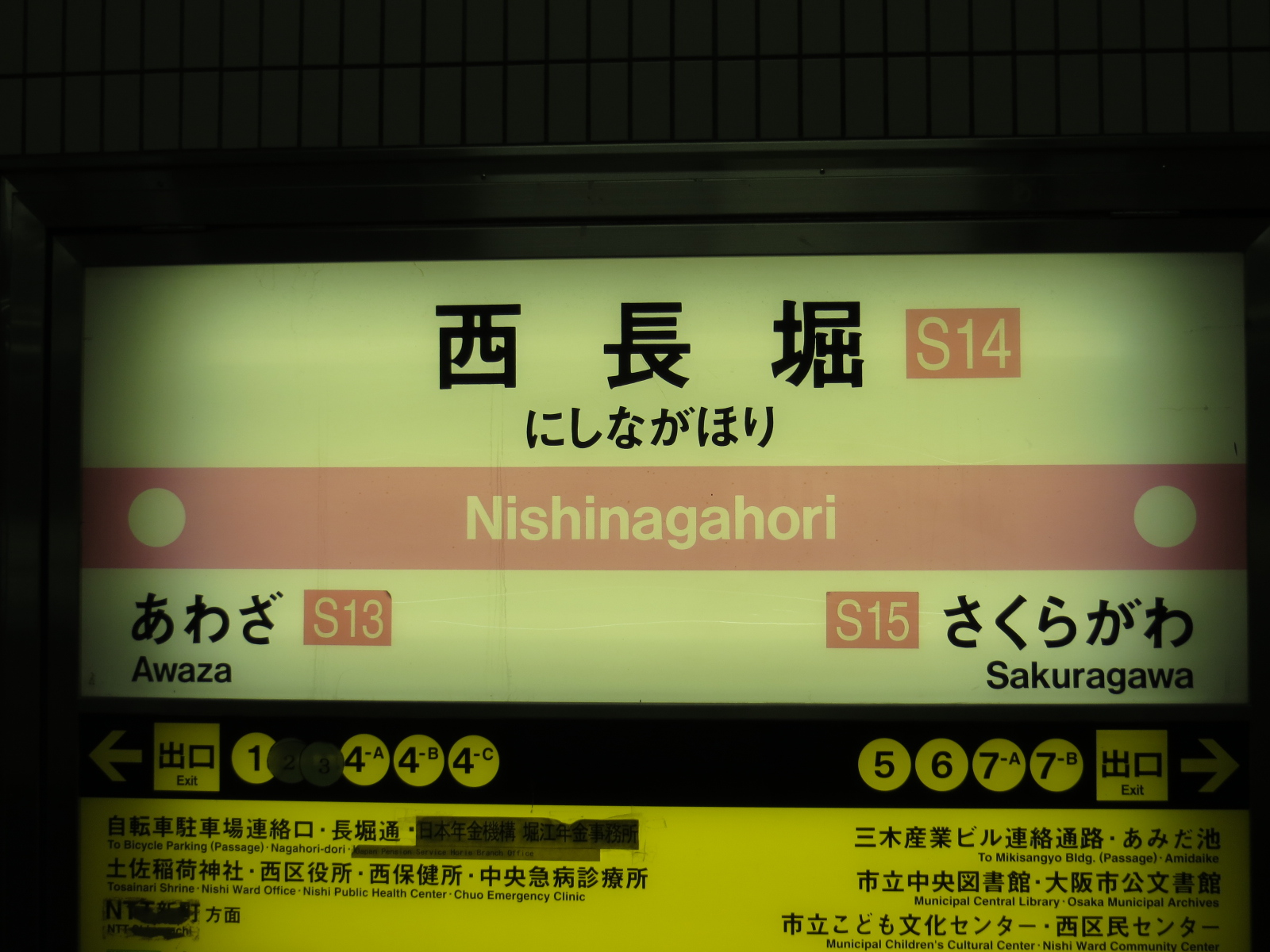
Rètol línia Sennichimae
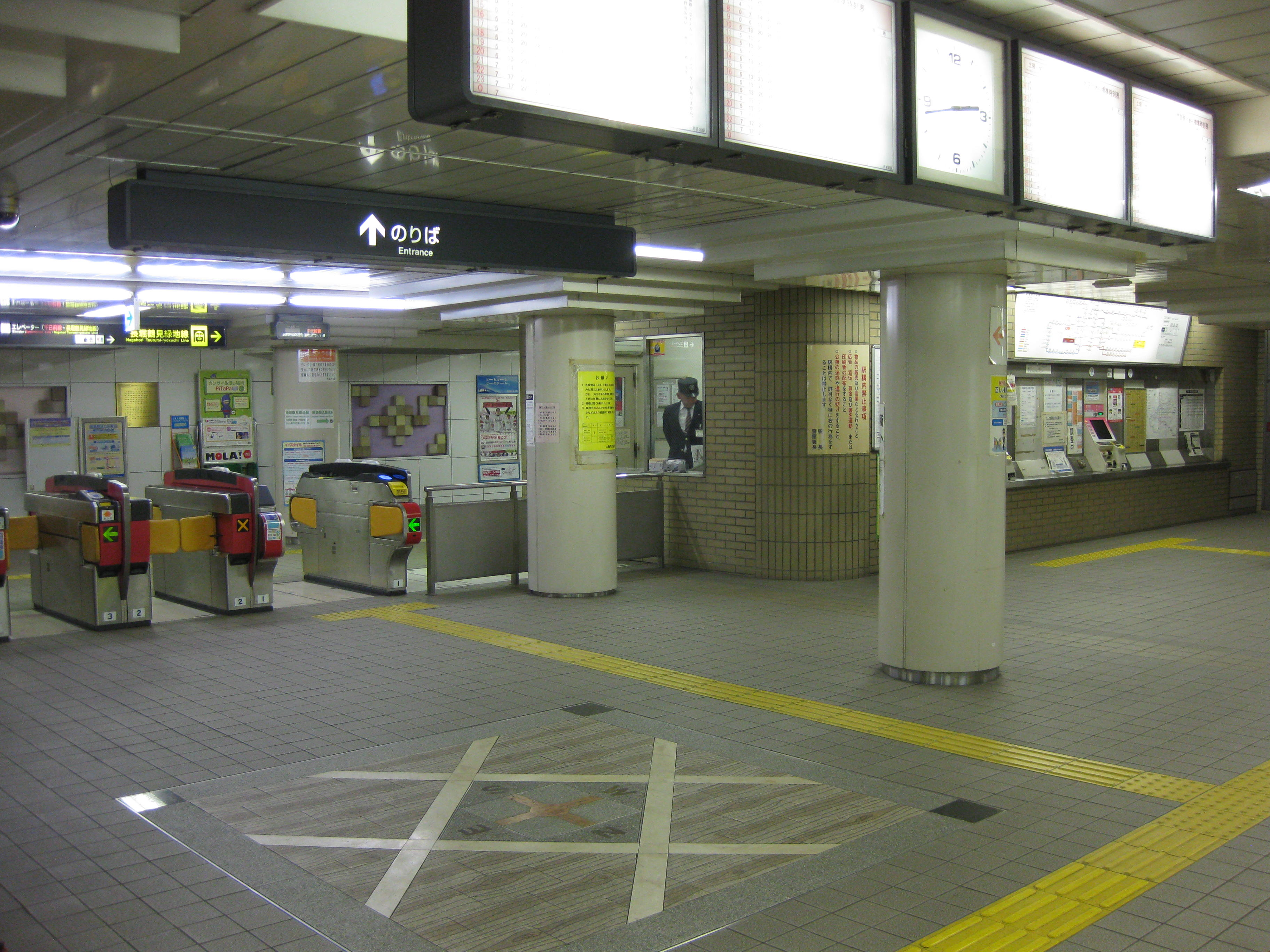
Torniquets d'accés
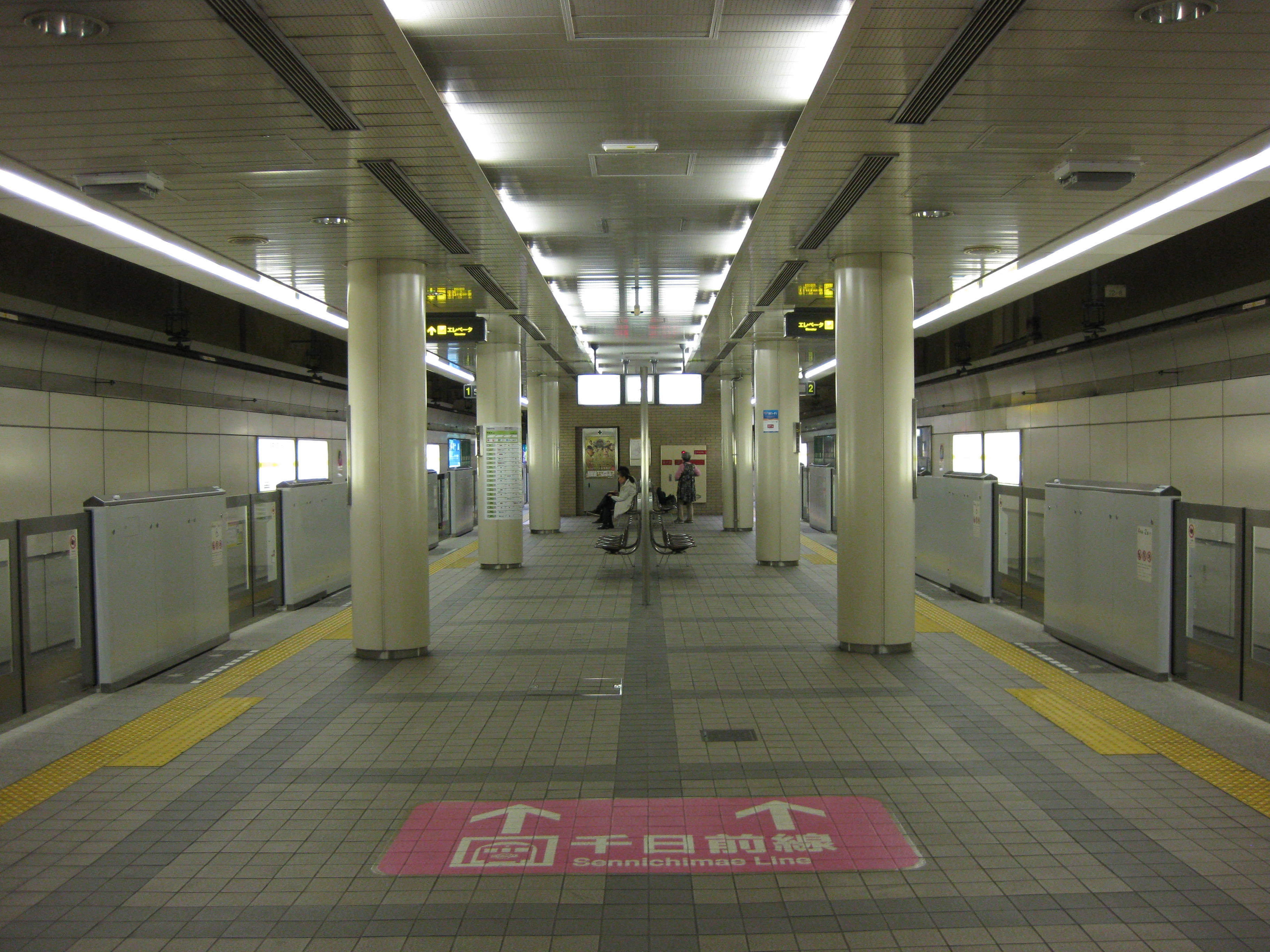
Andana línia Nagahori
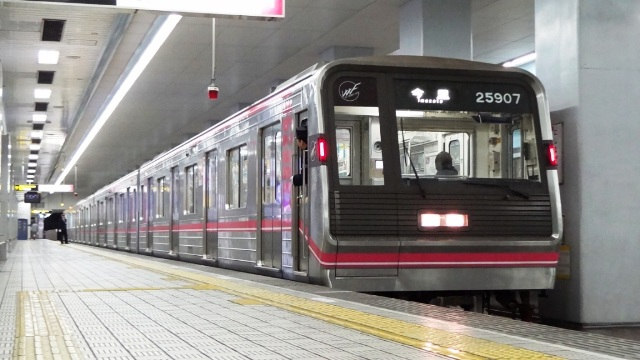
Cotxe línia Sennichimae